# البوليمرات الصناعية
البوليمرات الصناعية مركبات عضوية كبيرة تتكون من تكرار وحدات مرتبطة معا عن طريق التفاعلات الإضافة أو التكثف، فكر كيف تكون حياتك مختلفة دون اكياس الفطائر البلاستيكية واكواب البلاستيك، واقمشة النايلون والبوليستر، والفينيل المستعمل في المباني، ومجموعة أخرى متنوعة من المواد الصناعية؟! تشترك جميع هذه المواد في شيء واحد على الاقل، هو انها جميعا مصنوعة من البوليمرات.

## عصر البوليمرات
تحتوي الاقراص المضغوطة على بولي كربونات، وهي مصنوعة من سلسة جزيئات طويلة جدا مع مجموعات من الذرات ذات نمط تكراري منتظم.وهذا الجزيء مثال على البوليمرات الصناعية.
البوليمرات جزيئات كبيرة تتكون من العديد من الوحدات البنائية المتكررة، يستعمل الرمز  n بجانب الوحدة البنائية للبولي كربونات ليشير إلى عدد الوحدات البنائية في سلسلة البوليمر.ولان قيم n
تختلف اختلافا كبيرا من  بوليمر إلى اخر، نجد ان الكتلة المولية للبوليمرات قد تكون اقل من 10.000 amu وقد تصل الثيم إلى أكثر من 10.000 amu.
فعلى سبيل المثال تحتوي سلسة من الطلاء غير اللاصق على نحو 400 وحدة بنائية كتلتلها المولية تساوي  40.000 amu  
وقديما كان استعمال الناس يقتصر على المواد الطبيعية قبل تطوير البوليمرات الصناعية، مثل الحجر والخشب والمعادن، والصوف والقطن، وبحلول مطلع القرن العشرين أصبحت بعض البوليمرات الطبيعية المعالجة كيميائيا مثل -المطاط والبلاستيك، والسيليلود- متاحا للاستعمال، إلى جانب المواد الطبيعية، ويحضر السيليلود بمعالجة سيليلوز القطن أو الالياف الخشبية مع حمض النتريك.
وكان أول بوليمر صناعي تم تحضيره عام 1909 م قد تميز ب الصلابة واللمعان. هو نوع من البلاستيك يسمى الباكلايت، وبسبب مقاومته للحرارة، لايزال يستعمل إلى اليوم في اجهزة الوقود الكبيرة. ومنذ عام 1909 م، طورت مئات البوليمرات الصناعية الأخرى وبسبب الاستعمال الواسع للبوليمرات، ربط الناس هذا العصر بالبوليمرات. 

## التفاعلات المستعملة لصناعة البوليمرات
يعد تصنيع البوليمرات عملية سهلة نسبيا، اذ يمكن تصنيع البوليمرات في خطوة واحدة، تكون فيها المادة المتفاعلة الرئيسة جزيئات عضوية صغيرة بسيطة تسمى مونومرات. والمونومرات هي الجزيئات التي يصنع منها البوليمر. فعند صناعة البوليمر ترتبط المونومرات معا الواحد تلو الآخر في سلسلة من الخطوات السريعة. وغالبا ما تستعمل المحفزات ليتم التفاعل بسرعة معقولة وفي بعض البوليمرات -مثل ألياف البوليسنر والنايلون - يرتبط اثنان أو أكثر من المونومرات معا بتسلسل متناوب وتسمى التفاعلات التي ترتبط فيها المونومرات معا تفاعلات البلمرة. وتسمى مجموعة الذزات المتكررة الناتجة عن ترابط المونمرات وحدة بناء البوليمر وتتكون وحدة بناء البوليمر من اثنان م المونومرات المختلفة التي لها المكونات نفسها والعاب الأطفال فير القابلة للكسر التي تصنع من البولي إيثيلين المنخفض الكثافة، والذي  يحضر ببلمرة الإيثين تحت ضغط عال. كما يعد الإيثين أيضا مادة اولية لتحضير وإنتاج البولي إيثلين رباعي فثالات، وهو المادة المستعملة في صناعة العبوات البلاستيكية. ويمكن تصنيعه في صورة الياف تسمى الياف تسمى الياف البوليستر.  وبالرغم من ان أول بوليمر تمت صناعته في العام 1909 م، إلى ان صناعة البوليمرات لم تزدهر إلى بعد الحرب العالمية الثانية  

### البلمرة بالإضافة
في البلمرة بالإضافة تبقى جميع الذرات الموجودة في المونومر في تركيب البوليمر وعندما يكون المونومر هو الايثين، ينتج البولي ايثيلين عن تفاعل بلمرة بالإضافة ; إذ تتكسر الروابط غير المشبعة في تفاعل البلمرة بالإضافة تماما كما في الفاعلات الإضافة.و الاختلاف الوحيد بينهما هو ان الجزيء الثاني المضاف هو جزيء المادة نفسها، وهي الإيثين. كما يمكنك ملاحظة التشابه بوليمرات الإضافة مع تركيب البولي  إيثلين  ; حيث ترتبط ذرات أو مجموعات من الذرات بالسلسلة لتحل محل ذرات الهيدروجين. تنتج هذه البوليمرات جميعها من عملية البلمرة ب الإضافة.

### البلمرة بالتكثف
تحدث البلمرة بالتكثف عندما تحتوي المونومرات على اثنتين من المجموعات الوظيفية على الاقل تتحد معا، ويصاحب ذلك فقد جزيء صغير غالبا ما يكون الماء. وقد حضر الناليون أول مرة في عام 1931 م، ثم أصبح مادة شعبية; لانه يمتاز بالقوة، ويمكن سحبه على شكل خيوط تشبه الحرير. ونايلون 6،6هو اسم أحد أنواع النايلون المصنع. ويتكون أحد المونومرات من سلسلة في نهايتها ذرة كربون يرتبط معها مجموعات كربو كسيل. اما المونومر الآخر فهو سلسلة تحتوي على مجموعات  الامين في كلتا النهايتين. وتخضع هذا المونومرات لبلمرة التكثف ; حيث تكون مجموعات اميد ترتبط مع وحدات فرعية من البوليمر، ويتم تكوين جزيء واحد من الماء مقابل كل اميد جديد يتكون. 